# Alexander Königk-Tollert
Alexander Königk-Tollert, auch nur Alexander Tollert, eigentlich Alexander Franciscus Napoleon von Lysarch-Königk, russisch Александр Густавович Кенигк-Толлерт, (28. Augustjul. / 9. September 1811greg. in Riga – 18. Julijul. / 30. Juli 1880greg. in St. Petersburg) war ein deutscher Theaterschauspieler, -direktor und Dramatiker.

## Leben
Bevor er Schauspieler wurde, diente er als Feldingenieurleutnant, wurde sogar zum Generalstabe versetzt und zeichnete sich vielfach aus. Schließlich zog er jedoch das Theater dem Soldatenstande vor und trat am 29. Mai 1895 als „Albert“ in Die vier Sterne in Tilsit zum ersten Male öffentlich auf. Nun bereiste er mit dieser Gesellschaft einige größere Städte, und trotzdem er überall reichlichen Erfolg erzielte, gab er dem Drängen seiner Eltern nah, kehrte der Bühne den Rücken, wandte sich dem Lehrerberufe zu und wurde später auch Translator mit dem Titel eines Kollegiensekretärs.
1842 kehrte er neuerdings auf die Bretter zurück. Er wirkte in Riga, Reval und St. Petersburg, wo er bis zu seiner Pensionierung (1862) verblieb.
Er war nicht nur als Schauspieler erfolgreich tätig („Flottwell“, „Zigeunerhauptmann“ in Preciosa, „Tellheim“, „Posa“ etc.), sondern auch als artistischer Leiter (in welcher Stellung er sich am St. Petersburger Hoftheater von 1863 bis 1878 bewährte) und als Schriftsteller. Er schrieb Gedichte, Novellen etc. und verfasste mehr als fünfzig Bühnenwerke, teils Originalarbeiten, teils Bearbeitungen. Alle gelangten in St. Petersburg unter höchst beifälliger Aufnahme zur Aufführung.

## Werke
- 1844: Dem Herrn Hofrat und Ritter Peter von Helmersen und seiner Ehegattin Auguste, geb. von Sivers, zur Feier ihrer Goldenen Hochzeit am 25. August 1844 in tiefster ergebenheit dargebracht, St. Petersburg
- 1851: Nachruf an die weiland Frau Titulair-Rätin Anna von Egger, geborene Birnbaum, den 3. Februar 1851, St. Petersburg
- 1856: Dom Vincente. Frei nach Scribe’s „Dom Sebastian“ bearbeitet. Musik von Donizetti, Riga
- 1856: Zur Feier der hochheiligen Krönung Ihrer Kaiserlichen Majestät des Herrn und Kaisers Alexander II. Nikolajewitsch und seiner erhabenen Gemahlin der Kaiserin Maria Alexandrowna, den 26. August 1856, St. Petersburg
- 1857: Möbel zu verkaufen, St. Petersburg
- 1857: Zu Tisch gebeten! Fastnachtshumoreske aus dem Petersburger Leben, St. Petersburg
- 1857: Zur Feier des allerhöchsten Geburtsfestes Seiner Majestät des Kaisers Alexander II. Nikolajewitsch, den 17. April 1857, St. Petersburg
- 1858: Seiner Excellenz dem Herrn Wirklichen Geheimerath, Kammerherrn und hoher Orden Ritter Alexander von Gedeonow zur Feier seines fünfundzwanzigjährigen Jubiläums als General-Direktor des Kaiserlichen Theaters […] gewidmet, St. Petersburg